# Heinz Handke
Heinz Handke (* 25. Januar 1927 in Stannowitz, Landkreis Ohlau; † 2. September 2003) war ein Generalleutnant der Nationalen Volksarmee (NVA) der Deutschen Demokratischen Republik.

## Leben
Der Sohn eines Tischlers begann nach der Mittleren Reife 1943 eine Ausbildung zum Bürogehilfen, die er jedoch noch im gleichen Jahr nach der Einziehung zum Reichsarbeitsdienst abbrechen musste. Als Soldat der Luftwaffe und dann der Infanterie diente er 1944 bis 1945 in der Wehrmacht und befand sich nach dem Ende des Zweiten Weltkrieges bis 1949 in sowjetischer Kriegsgefangenschaft. 
Nach seiner Rückkehr war er kurze Zeit als Chemiearbeiter tätig, bevor er am 12. Dezember 1949 in die Deutsche Volkspolizei eintrat, wo er nach Besuch der Offizierschule Zugführer in der Volkspolizeischule Naumburg (Saale) war. Anschließend war er von 1951 bis 1952 Adjutant beim Chef der Hauptverwaltung Ausbildung. 1952 wurde er Mitglied der SED und auch Chef des Stabes der VP-Bereitschaft Leipzig, sowie im folgenden Jahr Leiter des Kommandos der KVP Leipzig. Von 1953 bis 1954 war er als Offiziershörer Absolvent der Hochschule für Offiziere und im Anschluss daran bis 1957 selbst dort Taktiklehrer. Daraufhin war er von 1957 bis 1961 Absolvent der Militärakademie der UdSSR, das er mit dem akademischen Grad eines Diplom-Militärwissenschaftlers abschloss.
Nach seiner Rückkehr aus der UdSSR war er von 1961 bis 1964 Kommandeur des Motorisierten Schützenregimentes 17 "Fritz Weineck" in Halle sowie danach bis 1967 Stellvertreter des Kommandeurs und Chef des Stabes der 11. motorisierte Schützendivision (11. MSD). Von 1967 bis 1969 absolvierte er die Generalstabsakademie der UdSSR. Nachdem er 1969 aus Moskau zurückgekehrt war, wurde er am 1. September Kommandeur der 11. MSD in Halle und als solcher am 2. November 1970 zum Generalmajor ernannt. Am 1. September 1972 erfolgte seine Berufung zum Chef für Ausbildung und Stellvertretenden Chef des Militärbezirks III in Leipzig. Bereits etwas mehr als ein Jahr darauf wurde er am 1. Dezember 1973 Chef des Militärbezirkskommandos III. Auf diesem Dienstposten erfolgte am 1. März 1976, dem 20. Gründungstag der NVA, seine Beförderung zum Generalleutnant. Im Anschluss wurde er 1976 Stellvertretender Chef LaSK für Ausbildung im Kommando Landstreitkräfte (Kdo. LaSK) der NVA, danach von 1978 bis 1982 Stellvertreter Chef LaSK und Chef des Stabes. 1982 wurde er zum Hauptinspektor der NVA im Ministerium für Nationale Verteidigung ernannt. Am 30. November 1988 wurde er in dieser Verwendung aus dem aktiven Militärdienst entlassen.

## Verurteilung
In einem Prozess über die Mitverantwortung von NVA-Generalen an Tötungsdelikten im Mauer- und Grenzbereich der DDR (Mauerschützenprozesse) vor der 35. Großen Strafkammer des Landgerichts Berlin wurde er am 30. Mai 1997 neben Joachim Goldbach, Harald Ludwig und Fritz Peter zu 2 Jahren und 10 Monaten Freiheitsstrafe verurteilt und nach teilweiser Strafverbüßung aus der Haft entlassen.

## Auszeichnungen in der DDR
- 1973 Kampforden „Für Verdienste um Volk und Vaterland“
- 1984 Scharnhorst-Orden
- 1986 Vaterländischer Verdienstorden in Gold